# Dopplereffekt
Cet article possède un paronyme, voir Effet Doppler.
Dopplereffekt est un groupe de musique électronique américain, originaire de Détroit, dans le Michigan. Il est assimilé aux genres électro-industriel et electroclash, eux-mêmes issus des mouvances de la techno de Détroit. Malgré des succès et une influence considérables, l'identité du groupe reste mal connue, celui-ci préférant l'anonymat. Il a produit entre 1995 et 1997, puis depuis 2003, après une pause de quatre ans, en modifiant son style.

## Histoire
Le projet est formé autour de 1995 par Gerald Donald, par ailleurs membre du groupe Drexciya, avec William Scott et Kim Karli. La composition exacte du groupe reste néanmoins incertaine car jamais communiquée officiellement, certains allant jusqu'à se demander s'il ne s'agirait pas d'un projet solo de Gerald Donald. Par ailleurs, ce dernier y apparait successivement avec les pseudonymes Heinrich Mueller et Rudolf Klorzeiger.
Le premier titre du groupe est l'EP Fascist State sorti en 1995 sur Dataphysix Engineering, label fondé par le groupe. Il contient plusieurs morceaux qui feront date dont notamment Superior Race ou encore The Scientist, notamment cité comme une source d'influence majeure des années plus tard par Miss Kittin, autre représentante du genre electroclash. Suivent deux autres EP sur le même label qui connaissent également le succès : Infophysix et Sterilization. En 1997, Kim Karli, qui contribuait essentiellement sur les parties vocales, arrête de collaborer dans le groupe. Il semblerait que ce soit également le cas de William Scott, qui n'est plus crédité sur les productions du groupe après cette année-là.
Le groupe sort un premier album en 1999, Gesamtkunstwerk, compilation de la plupart des titres sortis en EP précédemment. L'album est produit sur suggestion de DJ Hell sur son propre label International Deejay Gigolo Records, ce qui apporte alors au groupe une visibilité bien plus importante. Par ailleurs, une nouvelle membre du groupe y est créditée: To Nhan Le Thi (de son vrai nom Michaela To-Nhan Barthel. S'ensuit alors une période d'inactivité, Gerald Donald se concentrant alors sur d'autres de ses projets : Arpanet et Japanese Telecom.
C'est finalement en 2003 que le groupe revient avec l'album Linear Accelerator. Ce retour marque également un changement stylistique du groupe aussi bien dans les thèmes que la musique. Cette dynamique se poursuit dans les productions suivantes du groupe avec l'album Calabi Yau Space sorti en 2007 sur le label Rephlex d'Aphex Twin, dont ils sont alors plus proches en termes de style puis en 2017 sur Leisure records avec l'album Cellular Automata.

## Style musical
Les sonorités du groupe se caractérisent par un son froid et robotique, parfois proche de celui de Cybotron ou Model 500, souvent teinté de noirceurs et de bruitisme. La musique, qualifiée d'electroclash, de synth-funk ou encore techno est décrite comme minimale, épurée, répétitive, austère et mécanique. Sur les morceaux plus tardifs, le groupe s'attarde plus sur des ambiances en délaissant la rythmique caractéristique des premiers morceaux, donnant un aspect plus expérimental et abstrait à la musique,.
Pendant la première période du groupe, les références dénotent une certaine ironie,, voire un humour mélangeant les thématiques sexuelles, politiques et scientifiques. Certains titres font notamment référence à la pornographie sur une mélodie inhumaine, froide et robotique ou à un amour impossible avec des mannequins. Il est aussi fait nombreuses mentions du totalitarisme ou de l'eugénisme dans certains titres à l'instar de Fascist State, Superior Race, Sterilization ou dans le pseudonyme Heinrich Mueller, référence directe au chef de la gestapo Heinrich Müller.
Le groupe met également en avant d'autres références politiques équivoques, notamment avec la faucille et le marteau ainsi que l'étoile, trois symboles communistes, sur la pochette de leur album Gesamtkunstwerk. Gerald Donald l'explique comme un hommage rendu à l'idéal communiste de Marx ou Engels, loin selon lui des applications perverties qui en ont découlé.
Le groupe use beaucoup de la langue allemande, à la fois dans son nom (traduction de l'effet Doppler), le nom de certaines productions (Gesamtkuntwerk, Die Reisen, etc.) ou les autres pseudonymes à consonance germanique de Gerald Donald : Heinrich Mueller, Rudolf Klorzeiger. Ici, outre les références au nazisme précédemment évoquées, l'hommage est surtout rendu au groupe allemand Kraftwerk, pionnier de la musique électronique, qui, au-delà de Dopplereffekt, a eu une influence considérable sur l'ensemble de la techno de Détroit. L'esthétique de Kraftwerk se retrouve par ailleurs dans les sons plus mélodiques du groupe,.
Mais le thème le plus consistant chez Dopplereffekt, et qui devient même prépondérant dans sa deuxième période d'activité, est la science et son dérivé la science-fiction,. Le nom des productions y font souvent référence (Scientist, Radiometer) et se sont portées de plus en plus sur les disciplines de la cosmoslogie, des mathématiques et de la géométrie avec Isotropy et Mandelbrot notamment.
Le groupe est par ailleurs particulièrement attaché à l'anonymat. Outre l'incertitude quant aux membres et l'usage de pseudonymes, très peu d'interviews ont été données et les représentations restent rares et souvent masquées. Le groupe justifie cela par l'attention de l'auditeur qui doit être primordialement concentrée sur la musique plutôt que par ses créateurs. Parallèlement, ils indiquent ne pas vouloir se résoudre à faire de musique commerciale pour ne pas pervertir leur œuvre.